# Fernando Albán Salazar
Fernando Alberto Albán Salazar (Palmira, Valle del Cauca, Colombia, 1 de octubre de 1962-Caracas, Venezuela, 8 de octubre de 2018) fue un activista, abogado, político venezolano que sirvió como concejal del municipio Libertador de Caracas por el partido Primero Justicia desde 2012 hasta su muerte en el cargo en 2018, asesinado por funcionarios del Servicio Bolivariano de Inteligencia (SEBIN) mientras se encontraba detenido en la sede del organismo en Plaza Venezuela.
A pesar de que oficiales del gobierno informaron sobre la muerte como un suicidio, la familia y amigos de Albán, partidos de oposición y el secretario general de la Organización de Estados Americanos (OEA), Luis Almagro, sostuvieron que la muerte del concejal consistió en un asesinato. En mayo de 2021, el fiscal general de Nicolás Maduro, Tarek William Saab reconoció que la muerte de Fernando Albán no consistió en un suicidio como se informó inicialmente, sino que fue asesinado.

## Vida personal y carrera temprana
Albán nació en Colombia y se mudó a Venezuela a la edad de 4 años. En el momento de su muerte, tenía la ciudadanía de ambos países. Era un católico devoto, y había trabajado con la Arquidiócesis de Caracas en muchos proyectos de caridad.
Albán, abogado especialista en derecho laboral, recibió su título de abogado en la Universidad Central de Venezuela. Se desempeñó como secretario nacional de la asociación sindical de Primero Justicia. Fue elegido concejal del Municipio Bolivariano Libertador del Distrito Capital en las elecciones municipales de 2013, ganando la elección con 82.665 votos, el 28 % y representando al Circuito 3 en el concejo. Albán, con su esposa, Meudy, y sus dos hijos, Fernando y María, mantenían una residencia en Nueva York al momento de su muerte.

## Arresto
Albán viajó a la ciudad de Nueva York para asistir al 73.er período de sesiones de la Asamblea General de las Naciones Unidas, como parte de una delegación de la oposición Primero Justicia encabezada por Julio Borges. Albán, Borges y otros miembros de la delegación se reunieron con dignatarios extranjeros y otros grupos asistentes a la asamblea. Fernando Albán fue detenido el 5 de octubre de 2018 en el Aeropuerto Internacional Simón Bolívar cuando regresaba al país, por haber formado parte de una delegación opositora que había asistido a la Organización de las Naciones Unidas, y responsabilizado de estar involucrado en el atentado con drones en Caracas en agosto.
No se dio ninguna razón para su arresto, y no se proporcionaron detalles de dónde estaba detenido, hasta después de su muerte. La BBC informó que personas cercanas a él no creyeron el motivo oficial del arresto, sino que dijeron que Albán fue arrestado por presentar información sobre violaciones de derechos humanos en Venezuela durante la asamblea. Mientras estaba detenido, Albán fue presionado por el gobierno de Maduro para que testificará contra Borges sobre el ataque con drones en Caracas; él se negó y se lo dijo a su familia y abogados cuando hablaron con él. Tarek William Saab, fiscal general de la administración de Maduro, afirmó más tarde que Albán fue detenido por "evidencia de 2.000 chats con temas conspirativos". También se ha informado que el número es 200, y los chats se definieron como conversaciones encontradas en el teléfono móvil personal de Albán.

## Asesinato

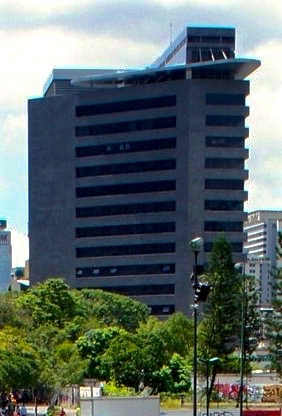
Sede del Servicio Bolivariano de Inteligencia Nacional (SEBIN), edificio en el que se encuentra La Tumba cinco pisos bajo tierra.

Albán fue puesto bajo custodia del SEBIN en La Tumba después de su arresto y después de su muerte se dijo que era sospechoso del ataque con aviones no tripulados de Caracas que había ocurrido dos meses antes. Fue visto por el abogado Joel García el domingo después de su arresto el viernes, pero fue declarado muerto el lunes 8 de octubre. 

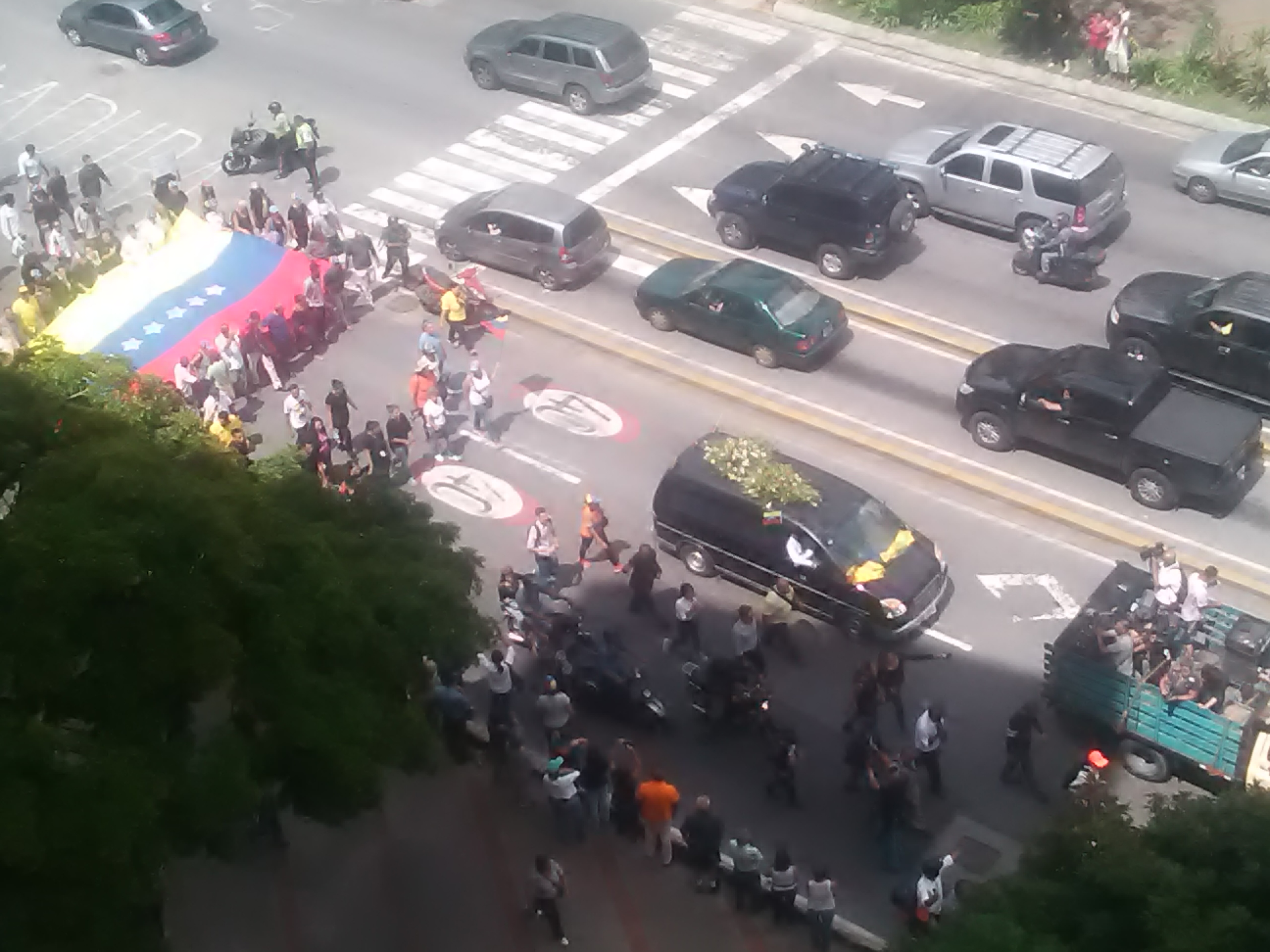
Carroza fúnebre de Fernando Albán.

El 8 de octubre de 2018, el fiscal general Tarek William Saab informó sobre la muerte del concejal y aseguró que consistió en un suicidio. Según Saab, Albán se lanzó desde el décimo piso del edificio del SEBIN en Plaza Venezuela cuando iba a ser trasladado a tribunales después de solicitar ir al baño, y que dos fiscales nacionales fueron designados para abrir una investigación. Por su parte, el ministro del Interior, Néstor Reverol, declaró que Albán "se lanzó por una ventana de las instalaciones" mientras se encontraba en la sala de espera del edificio del SEBIN . El cuerpo del concejal fue trasladado a la morgue de Bello Monte y posteriormente al Cementerio del Este en Caracas.
Según fuentes anónimas que Julio Borges dice que son oficiales, Albán estaba muerto antes de ser arrojado por una ventana. Según William Jiménez, ex coordinador de investigaciones nacionales de la morgue de Caracas, la autopsia reveló que se encontró agua en los pulmones de Albán y Néstor Reverol ordenó editar el informe.
La narrativa fue ampliamente discutida. Efecto Cocuyo señaló las diferencias en los relatos oficiales y citó a ex prisioneros del SEBIN explicando que los detenidos siempre son escoltados al baño, lo que abrió más dudas, ya que la versión del baño fue la primera explicación que se dio. Los abogados que conocían el edificio confirmaron que no hay ventanas en el baño y que todas las ventanas están cerradas, por lo que Albán no pudo haber abierto ninguna. Su asesinato provocó protestas en Venezuela y recibió la atención de los medios de todo el mundo. 
Se llevó a cabo un memorial en el Palacio Federal Legislativo el día después de su muerte; su cuerpo fue liberado de inmediato, pero contenido dentro de un ataúd cubierto con una bandera. Fue enterrado el miércoles 10 de octubre. Su familia vio su funeral en video desde su residencia en Nueva York. Su fe católica devota es citada por amigos, colegas y la conferencia de obispos católicos de Venezuela como una razón para no creer la historia oficial sobre su muerte, porque tenía demasiado respeto por Dios para considerar quitarse la vida.

## Reacciones
Con su cuerpo oculto, el público se preocupó de que Albán hubiera sido torturado. Se realizó una manifestación frente a la morgue de la ciudad para la entrega de su cuerpo, con el temor de que fuera incinerado antes de que alguien pudiera examinarlo. Las Naciones Unidas sugirieron que el gobierno venezolano y el servicio de inteligencia pueden ser considerados responsables independientemente de cómo murió Albán, ya que los funcionarios están "obligados a garantizar la seguridad de Albán mientras esté bajo su custodia". El artículo 44 de la Constitución de Venezuela dice que el Estado es responsable de proteger la vida de sus reclusos.
La familia y amigos de Albán, partidos de oposición y hasta el secretario general de la Organización de Estados Americanos (OEA), Luis Almagro, aseguraron que Albán fue asesinado por funcionarios del gobierno de Nicolás Maduro; la coalición opositora de la Mesa de la Unidad Democrática (MUD), la fiscal general Luisa Ortega Díaz, políticos y diputados opositores como Tomás Guanipa, Luis Florido, Carlos Ocariz y Henrique Capriles condenaron la muerte del concejal y responsabilizaron al gobierno. Julio Borges, expresidente de la Asamblea Nacional, denunció que el cuerpo de Fernando Albán fue entregado sin procedimientos mínimos forenses. El partido Primero Justicia denunció que el gobierno busca ocultar las evidencias de la muerte del concejal incinerando su cuerpo y añadió que bajo ninguna circunstancia la familia del concejal autorizó una cremación. El director ejecutivo de Foro Penal, Alfredo Romero, destacó que era "muy grave que una persona muera de la manera que sea cuando se encuentra bajo 'custodia' del Estado", y que en cualquier caso el Estado era responsable.
Julio Borges afirmó tener información de que Albán murió mientras estaba siendo torturado con una bolsa y que luego lo lanzaron al vacío. Según William Jiménez, ex coordinador de investigaciones nacionales de la morgue de Caracas, la autopsia se observó que había agua en los pulmones de Albán y habría sido adulterada por orden de Néstor Reverol. A su vez, el defensor Luis Argenis Vielma compartió a través del canal EvTV Miami, imágenes del cuerpo de Albán donde se pueden identificar heridas que según denuncian los abogados, han sido realizadas con objetos punzocortantes. Además, se pueden percibir quemaduras y laceraciones.
Michael Reid, director para Latinoamérica de The Economist, indicó que la muerte de Fernando Albán se asemeja a un asesinato oficial y que resulta sospechoso que 24 horas luego de su detención Albán saltara del piso 10 de la sede del SEBIN. Delsa Solórzano, presidente de la Comisión de Política Interior de la Asamblea Nacional, exigió una autopsia independiente para el cuerpo Fernando Albán y determinar de manera científica las causas de su muerte; recordó que ningún cadáver vinculado a un hecho punible puede ser cremado. Joel García, el abogado de Albán, declaró que:
"Es totalmente falso que pidió permiso para ir al baño, cuando sabemos que en esta sede del SEBIN ninguna persona se mueve sola, hay cámaras por todos lados".
La Iglesia pidió que se investigue la muerte del concejal en la cárcel El diputado de la Asamblea Nacional de Venezuela, Rosmit Mantilla, quien estuvo dos años detenido a pesar de tener inmunidad parlamentaria, declaró que la muerte del concejal Fernando Albán no pudo haber sido un suicidio; explicó cómo es el protocolo del manejo de presos políticos en la sede del SEBIN, ubicado en Plaza Venezuela.

Para el momento en que fui sacado a golpes de la clínica, 10 días antes de ser llevado de nuevo al Helicoide. Llegué muy nervioso y medicado en consecuencia a la abrupta forma en la que me sacaron del Urologico San Roman. Pedí el baño porque de los nervios quería vomitar y orinar, fui escoltado por dos funcionarios, en la puerta del sanitario me quitaron las esposas y me dijeron `rápido´, entraron y abrieron el cubiculo donde estaba la poceta. Ellos aguardaron en el lavamanos y yo apenas pude orinar. Es imposible que nadie haga algo así en ese espacio, por varios factores: 1) el cubículo de la poceta no tiene ventana. La ventana está al lado del lavamanos, donde te esperan los funcionarios. 2) Es imposible estar fuera de la mirada de los custodios en esa torre. Siempre debes estar acompañado
Rosmit Mantilla

El gobierno argentino cuestionó la versión presentada por el gobierno de Venezuela sobre muerte del concejal, y el Grupo de Lima expresó su preocupación por la muerte del opositor en Venezuela. El presidente de la Asamblea Nacional Constituyente, Diosdado Cabello afirmó que "Albán tomó la decisión de quitarse la vida y hay que respetarlo", indicando que la oposición "hace política" con la muerte del concejal.
El diputado opositor venezolano Juan Miguel Matheus pronunció un discurso describiendo la tortura de Albán, diciendo que habría sido electrocutado y asfixiado. Luisa Ortega Díaz, fiscal general de Venezuela en el exilio, anunció que entendía que Albán murió asfixiado mientras lo torturaban con una bolsa en la cabeza durante el interrogatorio. Estados Unidos también ha dicho que cree que Albán fue torturado y luego asesinado. Francia pidió una investigación sobre la muerte "sospechosa" y convocó al embajador de Venezuela ante el Ministerio de Europa y Relaciones Exteriores el jueves 11 de octubre. España tomó medidas similares, cuestionando al embajador de Venezuela en Madrid. Múltiples países extranjeros sugirieron que el gobierno de Maduro torturó a Albán. Saab negó todas las denuncias de tortura, calificándolas de "mentira podrida".

En Caracas se realizaron protestas a la luz de las velas, memoriales públicos y vigilias, particularmente frente a los edificios del SEBIN, para denunciar el asesinato de Fernando Albán. Partidarios marcharon en el cortejo fúnebre de Albán, algunos portando carteles con el lema Yo me niego a rendirme, recordando el último discurso de Juan Requesens antes de su detención. El Departamento de Estado de los Estados Unidos emitió un comunicado en abril de 2019 destacando la muerte de Albán como un ejemplo de los abusos a los derechos humanos de la administración de Maduro, afirmando:
En octubre de 2018, el concejal de Caracas, Fernando Albán, viajó a Nueva York para denunciar la brutalidad del régimen de Maduro al margen de la Asamblea General de las Naciones Unidas. A su regreso a Venezuela el 5 de octubre, la policía secreta de Maduro lo arrestó en el aeropuerto. Murió bajo custodia unos días después cuando se cayó misteriosamente desde una ventana del décimo piso de una prisión de máxima seguridad en Caracas.

## Investigaciones
La oficina del Alto Comisionado de las Naciones Unidas para los Derechos Humanos pidió una investigación sobre la muerte de Albán y planeó incluirla en una investigación más amplia sobre los abusos a los derechos humanos en el país. La Unión Europea también solicitó una investigación independiente. Tarek William Saab, fiscal general de Venezuela, dijo que investigaría la muerte, pero la catalogó como un suicidio. García señaló en respuesta que una muerte no puede ser catalogada como suicidio sin una autopsia e investigación, y pidió estar presente en la autopsia. García no estuvo presente en la autopsia secreta supuestamente realizada poco antes del entierro; Saab anunció que la autopsia determinó que Albán murió por traumatismo con objeto contundente. Posteriormente se informó que existían dos actas de defunción diferentes, la primera emitida por un médico comunitario sin acreditación para hacerlo, y la otra por un supuesto médico con identidad sustraída.
La oposición en Venezuela pidió que Colombia realice la investigación, para que sea imparcial. García sugirió que dado que Albán retuvo su ciudadanía colombiana después de mudarse a Venezuela, Colombia podría tener más derechos legales para iniciar una investigación; Las ramificaciones internacionales del evento se acentuaron cuando se hizo público el lugar de nacimiento y herencia colombiana de Albán.
El caso fue denunciado en la Corte Penal Internacional (CPI) por la exfiscal Luisa Ortega Díaz en 2019 y fue llevado por sus propios familiares al sistema interamericano.

### Determinación de la Fiscalía
El primero de mayo de 2021 el Ministerio Público admitió que Fernando Albán concejal del  Municipio Libertador de Caracas fue asesinado en octubre de 2018 y solicitó orden de aprehensión contra los dos funcionarios del Sebin El 16 de diciembre de 2021 sentenciaron a prisión de 5 años y 10 meses a los dos funcionarios del Sebin tras el asesinato de Fernando Albán. Hubo muchas críticas por la brevedad de la sentencia y que no se sentenciarán a los responsables políticos del régimen por las diferentes contradicciones que se presentaron durante el proceso de investigación. El 11 de agosto de 2023 el exfiscal venezolano del Ministerio Público Zair Mundaray denunció que los dos efectivos del Servicio Bolivariano de Inteligencia Nacional (Sebin) Keiberth Cibelli Moreno y Miguel Dos Santos Rodríguez acusados por la «fuga» y muerte del exconcejal de Primero Justicia Fernando Albán se encuentran en libertad desde febrero de 2022, después de una sentencia que redujo su condena a dos años y ocho meses, denunciando que «siempre estuvieron en las oficinas del Sebin en El Helicoide, no pisaron un calabozo».

### Demanda contra Nicolás Maduro
En 2021 la viuda de Fernando Albán y sus dos hijos presentaron una demanda contra Nicolás Maduro y varios funcionarios de su gobierno, acusándolos de secuestro, tortura y asesinato a un tribunal de Miami, Estados Unidos. El juez Darrin P. Gayles emitió una sentencia en rebeldía en contra del cártel por no responder a la demanda en un fallo que no había sido reportado previamente a la “organización delictiva de Maduro”. En septiembre de 2022 la Corte de EEUU determinó que Maduro debía pagar $73 millones a familia de Fernando Albán.